# کوتن
شهر کوتن (به آلمانی: Köthen) در ایالت زاکسن-آنهالت در کشور آلمان واقع شده‌است.